# Moje sonata (Vrchlický)
Moje sonata – tomik wierszy czeskiego poety i dramaturga Jaroslava Vrchlickiego, opublikowany w 1893. W omawianym zbiorku poeta zastosował znane z tradycji poezji europejskiej formy wersyfikacyjne, zwłaszcza układy stroficzne. Są to rispety, ritornele, ballaty i ballady francuskie. Przykładem takiej ballady jest Ballada o stálém pokroku člověčenstva:

Kam dojde člověk dvacátého věku?
O věřte, skoro strach že o něj mám!
Jak Jiří saň, potáhne ve svém vleku
prý bídu, nemoc, zlo, smrt, záští, klam,
na prahu ráje stane titan sám!
Do vzduchu vzletí, šlápne ve vln rej.
Na mladé skráni Oriona plam —
Jen humor při tom Bůh mu zachovej!

Utwór ten jest napisany typowym dla twórczości poety pentametrem jambicznym.